# NGC 4597
NGC 4597 је спирална галаксија у сазвежђу Девица која се налази на NGC листи објеката дубоког неба.
Деклинација објекта је - 5° 48' 2" а ректасцензија 12h 40m 12,3s. Привидна величина (магнитуда) објекта NGC 4597 износи 12,0 а фотографска магнитуда 12,7. Налази се на удаљености од 17,0000 милиона парсека од Сунца. NGC 4597 је још познат и под ознакама MCG -1-32-34, IRAS 12376-0531, PGC 42429.